# Sekvanové

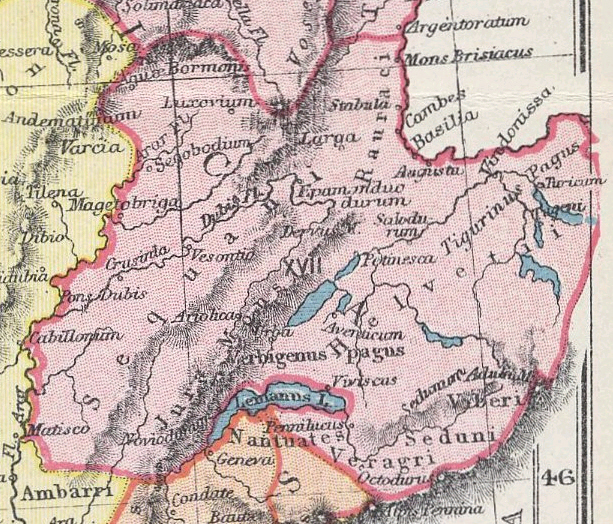
Mapa provincie Maxima Sequanorum kolem roku 250, území obývaného Sekvany

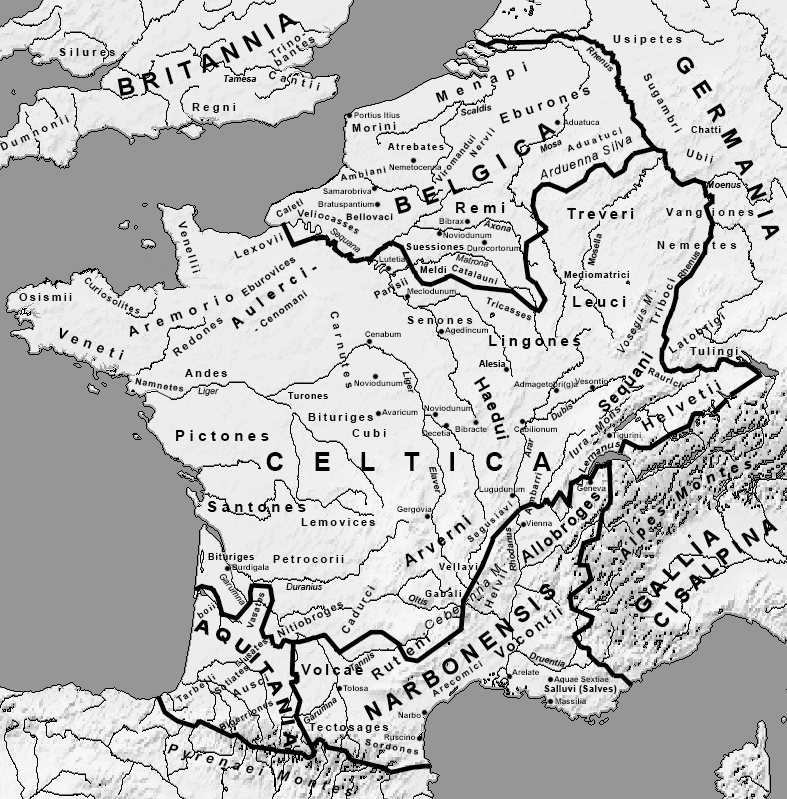
Mapa Galie v době galských válek s vyznačeným územím Sekvanů

Sekvanové byli keltský kmen žijící na galském území v horním povodí řeky Arar (Saôna), řeky Doubs a pohoří Jura. V současnosti tomuto území odpovídá Franche-Comté a část Burgundska.

## Etymologie
Sekvanové je exonymum, které začali používat Římané, nejspíše založené na podobném endynonu. Endonym, ale v tomto případě není jistý. Sekvanové je podobné slovu Sekvana, tak Caesar jmenoval řeku Seinu, přestože země Sekvanů nebyla v povodí řeky Seiny. Snad proto Strabón byl zodpovědný za toto etymologické pochybení, pravděpodobně bohyni Sekvanu zaměnil za Souconnu, bohyni keltského náboženství. Francouzské jméno Saôna, pochází právě od jména bohyně Souconny a řeka Saôna tvořila západní hranici Sekvanů. V době galských válek Římané řeku Saônu nazývali Arar.

## Území Sekvanů
Území Sekvanů může být definováno z informací starověkých spisů. Pohoří Jura oddělovalo území Sekvanů od území Helvéců na východě. Pohoří Jura patřilo Sekvanům, stejně tak i úzký průchod mezi řekou Rhônou a Ženevským jezerem byl Sekvanů. Území nezahrnovalo soutok Araru s Rhonou, protože toto území patřilo Aedům a bylo vypleněno Helvéci. Na západ se území Sekvanů rozkládalo od pohoří Jura až k jižní hranici Mâconu, který již patřil k území Aeduů. Strabón napsal, že řeka Arar oddělovala Sekvany od Aeduů, což znamenalo, že Sekvanové obývali levý nebo východní břeh řeky Arar.[9] Území Sekvanů se na severovýchodě dotýkalo řeky Rýn.

## Historie
Před příchodem Julia Caesara do Galie Sekvanové vytvořili spolu s galským kmenem Arvernů koalici proti svým soupeřům Aeduům. Společně požádali o pomoc ještě germánský kmen Svébu, aby překročil řeku Rýn a pomohl jim v boji proti Aeduům. V roce 63 př. n. l. Svébové vedení jejich vůdcem Ariovistem překročili Rýn a spojili se s koalicí Sekvanů a Arvernů. Poté pod vedením Ariovista porazili v bitvě u Magerobriga Aedue. Situace po bitvě se pro Sekvány zhoršila, protože Ariovistus jim zabral třetinu jejich území a vyhrožoval, že jim zabere i další třetinu a Sekvany vezme do otroctví.
Sekvanové poté apelovali na Julia Caesara, aby jim pomohl. Ten Ariovista v roce 58 př. n. l. porazil v bitvě u Vogéz a germánské kmeny zahnal zpět na druhý břeh řeky Rýn, ale současně donutil Sekvany, aby odevzdali vše, co získali rabováním na území kmene Aeduů. S tím se Sekvanové nesmířili a roce 52 př. n. l. se připojili k Vercingetorikovi v bitvě u Alesie. Za vlády Augusta bylo území známé jako Sequania a bylo součástí Belgiky. Po smrti Vitellia se obyvatelé Sekvanie odmítli připojit k batávskému povstání proti Římu podněcovanému Gaiem Juliem Civilem a Juliem Sabinem, kterého porazili, když napadl jejich území. Vítězný oblouk ve Vesontiu, možná připomíná toto vítězství.
Diocletianus připojil Helvéce a část Germanie Superior k Sekvanii a území nazval Provincia Maxima Sequanorum. Vesontio obdrželo titul Metropolis civitas Vesontiensium. Jižní oblast tohoto území byla známá jako Sapaudie, ze které se později vyvinulo Savojsko. V roce 355 bylo Vesontio zničeno barbary. Za vlády Juliana se zotavilo a stalo se významným opevněným městem, které dokázalo odolat i útokům Vandalů. V dalších letech stále slábnoucí Západořímská říše již neubránila své državy v Galii a Sekvanové se stali součástí nového království Burgundů.

## Hlavní sídla
- Vesontio (Besançon)
- Luxovium (Luxeuil-les-Bains)
- Loposagium (Luxiol)
- Portus Abucini (Port-sur-Saône)
- Segobudium (Seveux)
- Epamanduodurum (Mandeure)
- Ariolica (Pontarlier)
- Magetobria (Broye-lès-Pesmes)
- Pons Dubis (Pontoux)
- Castro Vesulio (Vesoul)